# تراژدی انتقام

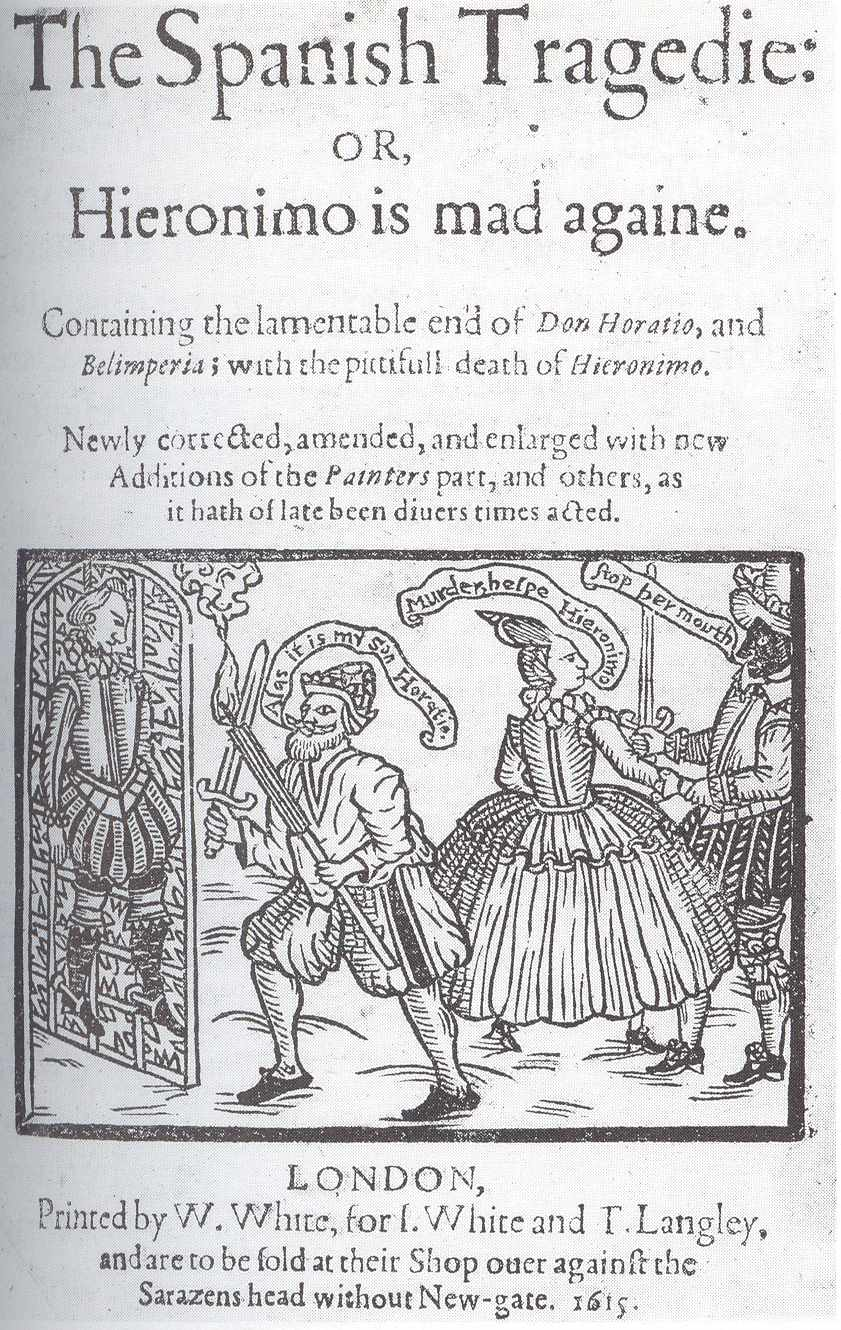
تصاویر تئاتر تراژدی توماس کید اسپانیا مربوط به قرن ۱۷ لندن

تراژدی انتقام (یا درام انتقام، نمایشنامه انتقام و تراژدی خون) ژانر تئاتری است که مضمون اصلی آن انتقام و پیامدهای کشندهٔ انتقام است. اشلی اچ. تورنایک، آموزگار آمریکایی، در مقاله‌ای به نام «رابطهٔ هملت با نمایشنامه‌های انتقام معاصر» به سال ۱۹۰۲ از این اصطلاح استفاده کرد. تراژدی‌های اننقام نقشهٔ انتقام شخصیت اصلی را در بر می‌گیرند و معمولاً با مرگ قاتل و انتقامجو پایان می‌پذیرند.

## عناصر کلیدی تراژدی انتقام
طبق سابقه نمایشنامه‌نویسان اولیه انگلیسی مانند توماس کید، یک نمایشنامه انتقامی خوب باید شامل موارد زیر باشد:
- قتل تکان دهنده‌ای رخ داده است و شخص برای انتقام فریاد می‌کشد.
- افراد، یا اشخاص، انتقام جویی را به عنوان یک وظیفه مقدس در نظر می‌گیرند.
- روح فرد کشته شده انگیزه بیشتری برای مجازات فراهم می‌کند؛ به عبارت دیگر نشانه‌ها و پیشگویی‌هایی وجود دارد.
- شرور ماکیاولی که به نمایندگی از خود یا به دلایل دیگر، یک بیماری همه گیر خون ریخته شده را تسهیل می‌کند و در عین حال شکنجه‌ها و وحشت‌های پیچیده جدیدی را معرفی می‌کند.
- اهداف انتقام اغلب بهتر از انتقام جویان است.
- برخی از شخصیت‌ها دیوانه می‌شوند یا خود را دیوانه جلوه می‌دهند.
- استفاده از تصاویر و زبان متناسب که هماهنگ با خشونت رویدادها است.